# Gustave Jorissenne
Gustave Jorissenne (1868 - 1924) fue un médico, botánico y taxónomo belga. Era hijo natural de Marie-Christine Fransquet, y más tarde adoptado por Pierre-Joseph Jorissenne. Además fue un esteta y erudito etnólogo y arqueólogo.

## Algunas publicaciones
- 1902. Facteurs d'orgues dans le pays de Liège. 6 pp.

- 1899. Les Types ethniques dans les Nations civilisées et spécialement en Belgique

- 1898. Richard Strauss. Editor Weissenbruch, 49 pp.

- 1898. Prophylaxie des maladies contagieuses dans le domaine des chemins de fer et sur les navires. Con Ernest Malvoz. Editor imprimerie Van de Weghe, 34 pp.

- 1888. Du Traitement des hémoptysies par l'iodoforme. Con G. Chauvin. Editor A. Delahaye & E. Lecrosnier, 11 pp.

- 1888. L'Érysipèle et les femmes en couches. Editor A. Delahaye & E. Lecrosnier, 11 pp.

- 1887. Édouard Morren, sa vie et ses oeuvres. Editor Annoot-Braeckman, 61 pp.

- 1882. Nouveau signe de la grossesse. Editor C. Reinwald, 45 pp.

- 1881. Histoire étymologique de quelques mots médicaux de la langue wallone. Editor H. Vaillant-Carmanne, 15 pp.

- 1872. Études comparatives et commentaires sur la Pharmacopoca Belgica Nova et le Codex Medicamentarius (Pharmacopée française) Par D. A. van Bastelaer: Analyse bibliographique par G. Jorissenne. Annales de la Société medico-chirurgical de Liège. Editor Imprimerie de H. Vaillant-Carmanne & Co. 7 pp.

## Honores
Miembro de
- "Sociedad Médica de Bélgica"
- "Sociedad Botánica de Lieja[3]
- "Instituto Arqueológico de Lieja"
- "Sociedad Geológica de Bélgica"[4]